# Мартен, Жозеф-Мари
Жозеф-Мари Мартен (фр. Joseph-Marie Martin; 9 августа 1891, Орлеан, Франция — 21 января 1976, Руан, Франция) — французский кардинал. Епископ Ле-Пюи-ан-Веле с 9 февраля 1940 по 11 октября 1948. Архиепископ Руана с 11 октября 1948 по 29 мая 1968. Кардинал-священник с 22 февраля 1965, с титулом церкви Санта-Тереза-аль-Корсо-д’Италия с 25 февраля 1965.